# Емин Нури
Емин Нури е шведски футболист от българо-турски произход, защитник, състезател на Калмар.

## Кариера
Играл е за Йостерш преди да премине в Калмар. Има два мача и за младежкия национален отбор на Швеция.